# Ecomodernisme
Het ecomodernisme is een stroming in het debat over duurzaamheid. Ecomodernisten zijn van mening dat verdere modernisering van de maatschappij, onder bepaalde omstandigheden, geen bedreiging voor de duurzaamheid is, maar juist duurzaamheid helpt bevorderen. Centraal staat het idee dat technologische vooruitgang de menselijke impact op de natuur vermindert en dat economische groei en de impact op het milieu ontkoppeld zijn.

## Ontstaan
Het ecomodernisme is rond de eeuwwisseling naar de 21e eeuw ontstaan in de Verenigde Staten. De denkwijze ontstond mede in reactie op de denkbeelden van een deel van de traditionele milieubeweging. Volgens de ecomodernisten is een groot deel van de traditionele milieubeweging:
- Te negatief over de gevolgen van de moderniteit en de vooruitgang voor het milieu.
- Te negatief op de rol van de mens in relatie tot de natuur, en denkt zij te veel in termen van beperkingen van het menselijke handelen die nodig zouden zijn.
- Te negatief over de risico's  van technologie en economie voor het milieu.
- Te negatief over de toekomst van de natuur, en overdreven positief over de kwaliteit van het leven in harmonie met de natuur zonder technologie.

Het Breakthrough Institute, een milieuonderzoekscentrum uit Californië dat in 2003 werd opgericht door Ted Nordhaus en Michael Shellenberger, heeft een centrale rol gespeeld bij het samenbrengen van ecomodernistische denkers en de verdere ontwikkeling als beweging. In 2004 publiceerden de oprichters een essay gebaseerd op interviews met 25 leidende personen binnen de milieubeweging, waarin zij concludeerden dat de traditionele milieubeweging plaats zou moeten maken voor een effectievere en meer inspirerende milieupolitiek.
In april 2015 schreef een groep van 18 zelfverklaarde ecomodernisten het gezamenlijk gepubliceerde An Ecomodernist Manifesto. Bekendste auteurs waren onder meer Linus Blomqvist, Stewart Brand, Barry Brook, Ruth DeFries, Erle Ellis, David Keith, Mark Lynas, Ted Nordhaus, Roger A. Pielke, Jr., Michael Shellenberger en Robert Stone. In het manifest wordt het ecomodernistische gedachtegoed samengevat en wordt de hoop uitgesproken dat het milieudebat in de 21e eeuw niet langer wordt overheerst door dogma’s en extremen, maar wordt gevoerd met een optimistische kijk op de toekomst.
Ook buiten de Verenigde Staten zijn inmiddels veel ecomodernistische organisaties opgericht, waaronder in Duitsland, Frankrijk, Zweden en Nederland.

## Denkbeelden
Het doel van ecomodernisten is het bereiken van een ‘goed Antropoceen’. Hiervoor zouden mensen hun toenemende mogelijkheden op technologisch, economisch en sociaal gebied optimaal moeten inzetten voor een goed leven voor mensen, een stabiel klimaat en het beschermen van de natuur.
Ecomodernisten hebben met de traditionele milieubeweging gemeen dat zij ernaar streven om de negatieve menselijke invloed op het milieu te beperken. Zij verwerpen echter dat dit bereikt wordt door harmonisering tussen menselijke samenlevingen en de natuur. In de ogen van ecomodernisten moet de mensheid juist streven naar zo efficiënt mogelijke benutting van zo min mogelijk natuurlijke bronnen, waardoor economische groei wordt losgekoppeld van een toenemend gebruik van, en daardoor impact op, de natuur. Een belangrijk onderdeel hiervan, is dat menselijke activiteiten zoveel mogelijk samengebald moeten worden (intensivering), zodat er meer ruimte overblijft voor de natuur. Deze ontkoppeling en intensivering kan worden bereikt dankzij technologische ontwikkelingen.

### Ontkoppeling door modernisering
Ecomodernisten onderscheiden zich binnen de milieubeweging door hun krachtige waardering voor modernisme en moderniteit. Zij verwelkomen verdere modernisering, en zijn ervan overtuigd dat modernisering eerder bijdraagt dan afbreuk doet aan de vooruitgang, ook op het terrein van duurzaamheid.
Ecomodernisten geloven in de mogelijkheid om milieuproblemen met behulp van menselijke inventiviteit te verminderen. Zij zetten waar dat effectief is graag in op technologische oplossingen, zoals bijvoorbeeld technieken voor schonere productie, die sterk zullen bijdragen aan een nieuwe, duurzame economie. Omdat zij denken dat de economie volledig duurzaam kan zijn, zien zij economische groei niet als een probleem, maar als positief voor een verdere verhoging van de welvaart. Een toenemende welvaart leidt in hun ogen op den duur tot een toename van duurzaamheid. De bevolkingsgroei zal afnemen en er komen meer middelen vrij voor efficiëntere en duurzamere oplossingen.
Ecomodernisten leggen de nadruk op technologische oplossingen en efficiënter gebruik van hulpbronnen, en geven de voorkeur aan deze aanpak boven brede consumptiebeperkingen of morele oproepen tot soberheid om het milieu te beschermen. Sommige ecomodernisten pleiten echter wel voor selectieve consumptiebeperkingen of prijsprikkels (zoals belastingen op vervuiling), zolang ze economisch efficiënt zijn en innovatie stimuleren.
Zij zien de natuur als intrinsiek waardevol en kwetsbaar, maar ecomodernisten hebben geen moeite met de dominantie van de mens op onze planeet in het Antropoceen mits de mens zijn dominantie richt op het beschermen van de natuur door zo efficiënt mogelijk om te gaan met land, water en grondstoffen.

### Intensivering
Technologie die helpt om voedsel- en energievoorziening, industrie en huisvesting te intensiveren is welkom omdat daardoor zoveel mogelijk land, zee en lucht kan worden teruggegeven of overgelaten aan wilde natuur.
Voorname voorbeelden zijn het leven in grote steden (intensivering van huisvesting), kerncentrales in plaats van uitgestrekte gebieden vol met windmolens en zonnepanelen (intensivering van energievoorziening) en toepassing van gentechnologie om de opbrengst van gewassen per hectare te optimaliseren, zodat er minder landbouwgrond nodig is (intensivering van voedselproductie).

## Ecomodernisme in Nederland
Geïnspireerd door het werk van Mike Shellenberger en Ted Nordhaus, dat in 2004 de grondslag legde voor de ecomodernistische stroming, brachten zeven Nederlandstalige journalisten, wetenschappers en voormalige klassiek groene milieuactivisten in 2017 een boek uit over het ecomodernisme (Ecomodernisme: Het nieuwe denken over groen en groei). Vanuit deze samenwerking is de Stichting Ecomodernisme ontstaan, die in Nederland artikelen, boeken en documentaires publiceert en congressen, workshops en debatten organiseert. In 2020 publiceerden Nederlandse ecomodernisten een tweede boek 'Meer: Hoe overvloed de wereld juist duurzamer en welvarender maakt'.